# N-Methyl-N-nitrosoharnstoff
N-Methyl-N-nitrosoharnstoff ist ein instabiles N-Nitrosoderivat des Harnstoffs, welches zur Gruppe der Nitrosoharnstoffe gehört.

## Darstellung und Gewinnung
Die Darstellung der Verbindung erfolgt aus Harnstoff, Methylamin und Natriumnitrit. Zunächst wird in einer Substitutionsreaktion N-Methylharnstoff gewonnen. Die Zielverbindung ergibt sich durch eine anschließende saure Nitrosierung. 

## Eigenschaften
N-Methyl-N-nitrosoharnstoff ist ein kristalliner Feststoff, der zur spontanen explosiven Zersetzung neigt. Diese kann schon bei der Lagerung der Verbindung bei Raumtemperatur auftreten. Die Zersetzung erfolgt als selbstbeschleunigende Reaktion. Eine DSC-Messung zeigt ab 90 °C eine exotherme Zersetzung mit einer Wärmetönung von −1192 J·g−1 bzw. −122,9 kJ·mol−1. Der Kontakt mit Alkalihydroxiden, Dichlormethan oder die Reibung mit Metallspateln können die Zersetzung ebenfalls auslösen. Als Zersetzungsprodukte wurden Methylisocyanat, Stickstoff und Wasser gefunden. Bei einer langsamen Zersetzung entsteht das Trimerisierungsprodukt N,N,N-Trimethylcyanursäure.

## Verwendung
Die Verbindung kann zur Herstellung von Diazomethan verwendet werden. Wegen der Instabilität der Verbindung werden heute allerdings andere Ausgangsverbindungen wie N-Methyl-N-nitroso-p-toluolsulfonamid bevorzugt, die außerdem nicht karzinogen sind.

## Externe Links zu erwähnten Verbindungen
1. ↑  Externe Identifikatoren von bzw. Datenbank-Links zu N,N,N-Trimethylcyanursäure:  CAS-Nr.: 827-16-7, PubChem: 13225, ChemSpider: 12670, Wikidata: Q82002995.